# Soigne ton gauche
Pour plus de détails, voir Fiche technique et Distribution.
Soigne ton gauche est un court métrage français réalisé par René Clément en 1936.

## Synopsis
Un garçon de ferme assiste aux séances d'entraînement d'un boxeur et se laisse entraîner sur le ring dans un combat aux multiples rebondissements.

## Fiche technique
- Titre : Soigne ton gauche
- Réalisation : René Clément
- Scénario : Jacques Tati
- Dialogue : Jean-Marie Huard
- Photographie : René Clément
- Musique : Jean Yatove
- Production : Fred Orain
- Société de production : Cady Films
- Pays : France
- Format : Son mono  - Noir et blanc  - 1,37:1
- Genre : court métrage, comédie, sport
- Durée : 12 minutes
- Date de sortie : 1936

## Distribution
- Jacques Tati : Roger
- Max Martel : le postier
- Louis Robur : le boxeur
- Cliville : le sparring-partner noir
- Jean Aurel : un gamin
- Marcel Champel
- Van der Haegen
- Jacques Broïdo : un sparring-partner

## Autour du film
La scène de course avec les enfants a été tournée dans la cour de la ferme de La Croix Saint-Jacques à La Ville-du-Bois dans l'Essonne.